# Uszpia
Uszpia – wczesny władca miasta-państwa Aszur, który panował najprawdopodobniej pod koniec XXI wieku p.n.e. Nie jest znany ze współczesnych mu źródeł, ale jego imię wymienia Asyryjska lista królów i wspomniany jest w inskrypcjach dwóch późniejszych królów asyryjskich.

## Wzmianki źródłowe
Imię Uszpia jest poświadczone w trzech źródłach: początkowym fragmencie Asyryjskiej listy królów oraz dwóch inskrypcjach budowlanych asyryjskich królów Salmanasara I (1273–1244 p.n.e.) i Asarhaddona (680–669 p.n.e.).

Tudija, Adamu, Jangi, Suhlamu, Harharu, Mandaru, Imsu, Harsu,
Didanu, Hanu, Zuabu, Nuabu, Abazu, Belu, Azarah, Uszpia, Apiaszal.
Razem: 17 królów, którzy mieszkali w namiotach.

W tym czasie w E-hursagkurkurra, świątyni Aszura, mego pana – którą Uszpia, namiestnik Aszura, mój przodek, jako pierwszy wzniósł, którą, gdy stała się stara, Eriszu (I), mój przodek, namiestnik Aszura, odbudował, którą, gdy 159 lat minęło od panowania Eriszu (I) i ta świątynia (znów) stała się stara, Szamszi-Adad (I), (który był) również namiestnikiem Aszura, odbudował, i gdy 580 lat (przeminęło) – w tej świątyni, którą Szamszi-Adad (I), namiestnik Aszura odbudował, a która stała się bardzo stara, wybuchł pożar…

Pierwsza świątynia boga Aszura, którą Uszpia, mój przodek, kapłan boga Aszura zbudował, stała się stara i Eriszu (I), syn Ilu-szumy, mój przodek, kapłan boga Aszura, odbudował (ją); 126 lat minęło, ona ponownie stała się stara i Szamszi-Adad (I), syn Ila-kabkabi, mój przodek, kapłan boga Aszura, odbudował (ją); 434 lata minęły i świątynia ta zniszczona została w pożarze, (a) Salmanasar (I), syn Adad-nirari (I), mój przodek, kapłan boga Aszura, odbudował (ją); 580 lat minęło i wewnętrzna cella, siedziba boga Aszura, mego pana, (…) stała się bardzo stara i zaczęła się rozpadać…

## Analiza źródeł
Zarówno w Asyryjskiej liście królów, jak i w inskrypcjach Salmanasara I i Asarhaddona, imię Uszpia (Ušpia) zapisywane jest w ten sam sposób: mUš-pi-a. Wariant Aušpia w jednej z kopii inskrypcji Salmanasara I jest najprawdopodobniej wynikiem błędu skryby przepisującego tekst.
Imię Uszpia ma pochodzenie subartyjskie. W Asyryjskiej liście królów jeszcze tylko imię Kikkia ma tę samą etymologię. Plemiona Subartu, spokrewnione z Hurytami, zaludniły rejony północnej Mezopotamii w V–IV tysiącleciu p.n.e. i na początku II tysiąclecia p.n.e. zmieszały się z przybyłymi tu semickimi plemionami asyryjskimi. Już po ukształtowaniu się imperium asyryjskiego plemiona te całkowicie zasymilowały się z ludami semickimi.
Wzmianka źródłowa o tym, że Uszpia był jednym z władców mieszkających w namiotach, zdaje się wskazywać na półkoczowniczy tryb życia Amorytów, którzy pod koniec III tysiąclecia p.n.e. przeniknęli do Górnej Mezopotamii. Z drugiej strony informacja o zbudowaniu świątyni przez Uszpię sugeruje stopniowe przechodzenie nomadów do osiadłego stylu życia wzorem Akadyjczyków.

## Kwestia historyczności Uszpii
Pierwsze ustępy Asyryjskiej listy królów umieszczają Uszpię pośród „17 królów, którzy panowali w namiotach”. O władcach tych, poza Uszpią, praktycznie nic nie wiadomo. H. Lewy identyfikuje ich jako przywódców wędrownych plemion, z których narodzić się miał naród asyryjski. A.K. Grayson uważa ich z kolei za nomadycznych przodków króla Szamszi-Adada I (1813–1781 p.n.e.), amoryckiego uzurpatora, który włączyć miał ich imiona do Listy, by „udowodnić” w ten sposób swe prawa do asyryjskiego tronu. Powołuje się on przy tym na opublikowany przez J.J. Finkelsteina tekst wymieniający imiona przodków władców z amoryckiej dynastii Hammurabiego, z których wiele jest identycznych lub bardzo podobnych do tych podanych w Liście. Przy tym założeniu władcy z Listy, wywodzący się tak naprawdę z tradycji amoryckiej, nie mieliby w rzeczywistości żadnego związku z Aszur. Jednak według A. Malamata, który porównał linię genealogiczną dynastii Hammurabiego z tekstu Finkelsteina z linią genealogiczną dynastii Szamszi-Adada I z Listy, podobieństwo imion dotyczy jedynie pierwszych dwunastu spośród „17 królów, którzy mieszkali w namiotach”. Ostatnich pięciu, od Abazu do Apiaszala, umieszcza on w odrębnej linii sugerując, iż mogli być oni historycznymi władcami Aszur, których imiona dodano do pozostałych dwunastu, by nadać Liście pozorów autentyczności. Z piątki tej jedynie Uszpia wymieniany jest w innych źródłach: inskrypcjach późniejszych władców asyryjskich. Czynią go one – zarówno inskrypcja Salmanasara I jak i inskrypcja Asarhaddona – pierwszym znanym budowniczym świątyni boga Aszura w mieście Aszur. Ponieważ pomiędzy pracami budowlanymi przy każdej asyryjskiej świątyni ze względów religijnych musiał upłynąć ściśle określony czas, niezmiernie ważne zawsze było ustalenie, który z wcześniejszych władców jako ostatni je prowadził. By to ustalić, władcy pragnący zacząć odbudowę świątyni często kazali przekopywać jej fundamenty w poszukiwaniu depozytów fundacyjnych swych poprzedników. W inskrypcjach Salmanasara I i Asarhaddona wymieniani są trzej poprzedni budowniczowie świątyni Aszura: Uszpia, Eriszum I i Szamszi-Adad I, co oznacza, że ich depozyty fundacyjne musiały zostać odnalezione. Z zachowanych inskrypcji Eriszuma I i Szamszi-Adada I wiadomo, iż rzeczywiście prowadzili oni prace budowlane przy tej świątyni. To sugeruje, że Salmanasar I i Asarhaddon musieli mówić prawdę również i o pracach budowlanych Uszpii, choć jego własnych inskrypcji jak dotychczas nie odkryto. To właśnie świadectwo obu królów asyryjskich przekonuje obecnie większość badaczy, iż Uszpia był rzeczywistym, wczesnym władcą Aszur.

## Datowanie panowania Uszpii
H. Lewy umieszcza panowanie Uszpii w okresie presargonidzkim (przed 2350 p.n.e.), uznając go za władcę, za którego panowania dokonało się przejście z wędrownego do osiadłego trybu życia – czego symbolem miała być budowa świątyni w Aszur. Zdaniem innych badaczy bardziej prawdopodobne wydaje się jednak datowanie panowania tego władcy na koniec rządów III dynastii z Ur (koniec XXI wieku p.n.e.). W.W. Hallo czyni go jednym z następców Zariquma, gubernatora Aszur z czasów panowania króla Ur Amar-Suena (ok. 2047–2038 p.n.e.). Z drugiej strony Uszpia musiał panować wcześniej niż Kikkia, inny wczesny władca Aszur, który był najprawdopodobniej współczesny Ibbi-Suenowi (ok. 2029–2005 p.n.e.) i uwolnił Aszur spod panowania królów Ur.